# William G. Pickrel
William Gillespie Pickrel (* 1. Februar 1888 in Jackson, Jackson County, Ohio; † 7. März 1966 in Dayton, Ohio) war ein US-amerikanischer Politiker. Im Jahr 1928 sowie von 1931 bis 1933 war er Vizegouverneur des Bundesstaates Ohio.

## Werdegang
William Pickrel besuchte die öffentlichen Schulen seiner Heimat. Im Jahr 1910 absolvierte er die Miami University in Oxford. Nach einem anschließenden Jurastudium an der University of Cincinnati und seiner 1912 erfolgten Zulassung als Rechtsanwalt begann er in Dayton in diesem Beruf zu arbeiten. Bald wurde er ein angesehener Bürger seiner Heimatstadt und Mitglied sowie Präsident der dortigen sowie der staatsweiten Anwaltskammer. Außerdem war er Direktor bei der Handelskammer von Dayton.
Politisch schloss sich Pickrel der Demokratischen Partei an. Im Jahr 1920 kandidierte er erfolglos für das US-Repräsentantenhaus. Nach dem Rücktritt von Vizegouverneur Earl D. Bloom wurde er von Gouverneur A. Victor Donahey zu dessen Nachfolger im zweithöchsten Staatsamt ernannt. Dieses bekleidete er zwischen April und November 1928. Dabei war er Stellvertreter des Gouverneurs und Vorsitzender des Staatssenats.  Die Amtszeit hätte offiziell erst am 14. Januar 1929 geendet. Unklar ist, warum er den Posten im November 1928 wieder aufgab. Dann wurde George C. Braden sein Nachfolger, der die Amtszeit bis Januar 1929 beendete. Bei den Vorwahlen für das Amt des Vizegouverneurs jenes Jahres war er in seiner Partei gescheitert.
1930 wurde Pickrel dann doch wieder in dieses Amt gewählt, das er zwischen 1931 und 1933 unter Gouverneur George White ausübte. 1932 wollte er ursprünglich erneut Amt kandidieren und wurde auch von seiner Partei nominiert. Er änderte aber seine Meinung und zog seine Bewerbung zurück. 1934 scheiterte er in den Gouverneursvorwahlen seiner Partei. Im Jahr 1944 bewarb er sich gegen Robert A. Taft um einen Sitz im US-Senat. Dabei unterlag er denkbar knapp mit 49,7 % gegen 50,3 % der Wählerstimmen. Danach ist er politisch nicht mehr in Erscheinung getreten. Er starb am 7. März 1966 in Dayton.